# Modestus Cornelius van Haelst
Modestus Cornelius van Haelst (Kallo, 12 februari 1779 - Boekhoute, 21 augustus 1847) was burgemeester van Zuiddorpe van 1808-1817 en van 1830-1843.
Hij bewoonde het Huis op de Muis (‘Het Vrijthof van St. Joris’ in de St. Marcusstraat) bij Zuiddorpe, waar later ook zijn zoon Augustinus Adolphus woonde. De bijna 200 jaar oude schuur, die hij daar bouwde, werd rond 2008 afgebroken. 
Hij was op 1 januari 1808 tot 'maire' benoemd door de prefect van het Scheldedepartement in Gent. 
Zijn belangrijkste taken waren het herstellen van de orde in een gemeente die gedurende 20 jaar door Franse legereenheden onder de voet was gelopen. Het begin van zijn tweede termijn viel samen met de woelige periode van de scheiding van België. Onder zijn beleid kwam in in 1838 een schoolgebouw en een onderwijzerswoning tot stand. Hij werd opgevolgd door Antonius Josephus Onghena, zoon van Jan Baptist Onghena en Robertina Judoca van Haelst.
Twee van zijn zonen werden eveneens burgemeester: Augustinus Adolphus van Haelst te Zuiddorpe en Josephus Franciscus te Philippine.